# Papa Marin I
Papa Marin I (n. 830 d.Hr., Gallese, Lazio, Regatul Italiei – d. 15 mai 884 d.Hr., Roma, Statele Papale) a fost papă al Romei în perioada 16 decembrie 882 - 15 mai 884. Înainte de alegerea sa a fost episcop de Caere sau Cerveteri, în Italia.
În timpul celor trei papi care l-au precedat a fost reprezentantul acestora la curtea imperială de la Constantinopol.